# Canaxis 5
Albums de Holger Czukay
Movies
(1979)
Canaxis 5 est le premier album solo de Holger Czukay, sorti en 1969.

## L'album
Il s'agit du premier album solo de Holger Czukay avant qu'il ne devienne le bassiste et producteur de Can. Le deuxième ne viendra que dix ans plus tard.

### Titres
Tous les titres sont de Holger Czukay.
1. Boat-Woman-Song (17:39)
2. Canaxis (20:15)

### Éditions
| Region     | Date | Label          | Format | Catalog   |
| ---------- | ---- | -------------- | ------ | --------- |
| Allemagne  | 1969 | Music Factory  | LP     | SRS 002   |
| Allemagne  | 1982 | Spoon          | LP     | SPOON 015 |
| États-Unis | 1995 | Spoon          | CD     | SPOON 015 |
| Allemagne  | 2006 | Revisited Rec. | CD     | REV 063   |